# Jorge Martínez de Hoyos
Jorge Martínez de Hoyos (25 de setembro de 1920 — 6 de maio de 1997) foi ator mexicano.

## Filmografia

### Cinema
- Oedipo alcalde (1996).
- La invención de Cronos (1993).
- Las poquianchis (1976).
- El cumpleaños del perro (1975).
- The bridge in the jungle (1971).
- The Adventurers (1970).
- The professionals (1966).
- Smoky (1966).
- Tiempo de morir (1966).
- Viento negro (1965).
- The Magnificent Seven (1960).
- Canasta de cuentos mexicanos (1956), segmento La canasta.
- La mort en ce jardin (1956).
- Sombra verde (1953).
- La escondida (1952).
- Comanche (1952).
- Montana territory (1952).

### Televisão
- Pueblo chico, infierno grande (1997).... Chuchi Ríos
- Alondra (1995).... Alfredito
- El abuelo y yo (1992).... Don Joaquín
- El pecado de Oyuki (1988).... Sir. Charles Pointer
- Gabriel y Gabriela (1982).... Benito Reyes

## Prêmios e indicações

### TVyNovelas
| Ano  | Categoria                | Telenovela         | Resultado |
| ---- | ------------------------ | ------------------ | --------- |
| 1993 | Melhor ator principal    | El abuelo y yo     | Venceu    |
| 1989 | Melhor ator principal    | El pecado de Oyuki | Indicado  |
| 1983 | Melhor ator protagonista | Gabriel y Gabriela | Venceu    |